# Tröllakirkja (berg i Island, Västlandet, lat 64,87, long -21,83)
Tröllakirkja är ett berg i republiken Island. Det ligger i regionen Västlandet, 80 km norr om huvudstaden Reykjavík. Toppen på Tröllakirkja är 832 meter över havet.
Tröllakirkja är den högsta punkten i trakten. Trakten runt Tröllakirkja är nära nog obefolkad, med mindre än två invånare per kvadratkilometer. Det finns inga samhällen i närheten. Trakten runt Tröllakirkja består i huvudsak av gräsmarker.